# Tề Quý công
Tề Quý công (chữ Hán: 齊癸公), tên thật là Khương Từ Mâu (姜慈母), là vị vua thứ tư của nước Tề - chư hầu nhà Chu trong lịch sử Trung Quốc.
Ông là con trai của Tề Ất công – vua thứ 3 nước Tề.
Sử ký không nêu rõ thời gian ông làm vua nước Tề bắt đầu và kết thúc khi nào. Các sự kiện lịch sử trong thời gian ông làm vua cũng không rõ. Sau khi mất ông được truy tôn là Tề Quý công. Con ông là Khương Bất Thần lên thay, tức là Tề Ai công.